# Bernart de Panassac
Bernart de Panassac, anche scritto Bernat de Panasac o Bernat de Parnassac o Bernat de Penassac o Bertran de Panassac (... – Arrouède, tra il 1333 e il 1336), è stato un signore minore (donzel et seigneur) di Arrouède e uno degli ultimi trovatori (fl. 1323–1333).
Fonda il Consistori del Gay Saber a Tolosa e compone un vers (una canzone metafisica) in onore della Vergine Maria (En vos lauzar es, Dona, mos aturs) e una canso (Amors, car say que faretz pietat). Il suo componimento religioso è stato analizzato (ovvero glossato in versi settenari, strofa per strofa) nella Gloza di Raimon de Cornet.
Vers
Canzone composta da cinque strofe di otto versi endecasillabi e una tornada di quattro a rima incrociata secondo lo schema metrico ABBACDDC, ecc.
           En vos lauzar es, Dona, mos aturs,

           que gentils etz, per ques tanh de vos laus,

           el vostre cors umils, franx e suaus

           fay me chantar gayamens, car es purs,

           e si voletz, Dona, dels mieus cantars,

           soplegui vos que prengatz aquest vers,

           qu'ieus vuelh servir de ginolhs, cum fay sers

           som ho senhor, car etz de grans afar.

           [...]

           Vostra merses, Dona, sera le cars

           quem portara, sius platz, gentils robis,

           al bel palaytz on vos etz gent assis.

           E plassa vos quem valha mos pregars!